# Nuoto ai Giochi della XXVIII Olimpiade - 400 metri misti maschili

## Record
Prima di questa competizione, il record del mondo (WR) e il record olimpico (OR) erano i seguenti.
| Record mondiale | 4'08"41 | Michael Phelps Stati Uniti | 7 luglio 2004 Long Beach, Stati Uniti |
| Record olimpico | 4'11"76 | Tom Dolan Stati Uniti      | 17 settembre 2000 Sydney, Australia   |

Durante l'evento sono stati migliorati i seguenti record:
| Data      | Evento | Atleta         | Nazione     | Tempo   | Record          |
| --------- | ------ | -------------- | ----------- | ------- | --------------- |
| 14 agosto | Finale | Michael Phelps | Stati Uniti | 4'08"26 | Record mondiale |

## Batterie
Si sono svolte 5 batterie di qualificazione. I primi 8 atleti si sono qualificati direttamente per la finale.

### 1ª batteria
1. Saša Imprić, Croazia 4:32.02
2. Andrew Mackay, Isole Cayman 4:32.38
3. Yu-An Lin, Taipei 4:41.76
4. Nikita Polyakov, Uzbekistan 5:09.66

### 2ª batteria
1. Dean Kent, Nuova Zelanda 4:18.55
2. Bang-Hyun Kim, Corea del Sud 4:23.05
3. Jeremy Daniel Knowles, Bahamas 4:23.29
4. Bradley Ally, Barbados 4:24.70
5. Vytautas Janušaitis, Lituania 4:26.30
6. Yves Platel, Svizzera 4:28.94
7. Guntars Deicmans, Lettonia 4:29.17
8. Miguel Molina, Filippine 4:33.25

### 3ª batteria
1. Alessio Boggiatto, Italia 4:15.78 -Q
2. Jiro Miki, Giappone 4:16.32 -Q
3. Ioannis Kokkodis, Grecia 4:16.56 -Q
4. Peng Wu, Cina 4:19.32
5. Thiago Pereira, Brasile 4:22.06
6. Susumu Tabuchi, Giappone 4:22.46
7. Lucas Salatta, Brasile 4:23.01
8. Marko Milenkovic, Slovenia 4:30.99

### 4ª batteria
1. László Cseh, Ungheria 4:14.26 -Q
2. Oussama Mellouli, Tunisia 4:16.68 -Q
3. Ioannis Drymonakos, Grecia 4:16.83
4. Luca Marin, Italia 4:16.85
5. Robin Francis, Gran Bretagna 4:18.34
6. Adrian Turner, Gran Bretagna 4:23.53
7. Dmytro Nazarenko, Ucraina 4:26.15
8. Weijia Liu, Cina 4:27.02

### 5ª batteria
1. Michael Phelps, Stati Uniti 4:13.29 -Q
2. Erik Vendt, Stati Uniti 4:16.68 -Q
3. Travis Nederpelt, Australia 4:16.77 -Q
4. Justin Norris, Australia 4:16.90
5. Brian Johns, Canada 4:21.10
6. Keith Beavers, Canada 4:21.47
7. Igor Berezutskiy, Russia 4:23.20
8. Alexey Kovrigin, Russia 4:23.77

## Finale
1. Michael Phelps, Stati Uniti 4:08.26
2. Erik Vendt, Stati Uniti 4:11.81
3. Laszlo Cseh, Ungheria 4:12.15
4. Alessio Boggiatto, Italia 4:12.28
5. Oussama Mellouli, Tunisia 4:14.49
6. Ioannis Kokkodis, Grecia 4:18.60
7. Jiro Miki, Giappone 4:19.97
8. Travis Nederpelt, Australia 4:20.08